# 센스타임
센스타임(SenseTime)은 홍콩에 본사를 둔 국영 상장 인공지능 회사이다. 안면인식, 영상인식, 사물검출, 광학문자인식, 의료영상분석, 영상분석, 자율주행, 원격센싱 등의 기술을 개발하고 있다. 센스타임은 2019년부터 안면 인식 기술이 위구르족과 기타 소수 민족 및 종교 소수 민족의 감시 및 구금에 사용되었다는 주장으로 인해 미국 정부로부터 반복적으로 제재를 받아왔다. 센스타임은 이러한 주장을 부인한다.
중국 사이버 관리국 산하 국영 기업인 중국 인터넷 투자 기금은 센스타임의 황금 지분을 보유하고 있다.

## 제품 및 서비스
보안 측면에서 센스타임의 기술은 여러 중국 경찰서에서 영상을 통해 범죄자를 체포하는 데 사용되었다. 이는 SenseTotem 및 SenseFace 시스템을 통해 수행된다. 중국의 인기 셀카 애플리케이션인 메이투(Meitu)도 센스타임의 기술을 사용하여 사용자의 외모를 수정한다. 안면 인식 프로그램이 위구르족에 대한 감시 목적으로 사용될 수 있다는 우려로 인해 미국 재무부 해외자산통제국(OFAC)은 2021년 이 회사를 비SDN 중국 군산복합체 회사(NS-CMIC)로 지정했다.